# Carlos Saavedra Bruno
Carlos Armando "Fufi" Saavedra Bruno (Santa Cruz de la Sierra, Bolivia, 15 de diciembre de 1949) es un empresario, político y gestor cultural boliviano. Militante del Movimiento de Izquierda Revolucionaria (MIR), partido del que llegó a ser secretario ejecutivo, fue candidato a la vicepresidencia de Bolivia en las elecciones generales del año 2002 y cuatro veces ministro en tres gestiones gubernamentales diferentes. Economista de profesión, Carlos Saavedra también ha desarrollado una importante labor empresarial, creando y participando en numerosas iniciativas empresariales en la región de Santa Cruz. 

## Biografía
Carlos Saavedra Bruno, nació en la ciudad de Santa Cruz de la Sierra (Bolivia) el 15 de diciembre de 1949, hijo de Armando Saavedra Suárez, empresario y representante de ingenios azucareros y de María Judy Bruno Antelo, que participó junto a su esposo en los negocios familiares.
Su tatarabuelo paterno fue el general Agustín Saavedra Paz, defensor de Chiquitos ante la invasión brasileña de 1828 y héroe de la Batalla de Ingavi (1841).  Su bisabuelo materno fue el italiano Giuseppe Bruno, que llegó a Bolivia a finales del siglo XIX proveniente de la comuna italiana de Narzole y que, entre otras cosas, fundó en 1930 el Cine Palace, el primer cine que existió en la ciudad de Santa Cruz.
Pasó su infancia en su ciudad natal, cursando la primaria en el colegio La Salle. A los diez años, su familia emigró a Sao Paulo (Brasil) donde Saavedra continuó sus estudios secundarios en el colegio paulista de la Inmaculada Concepción, concluyéndolos el año 1967.
Tras el bachillerato, se fue a estudiar a la Universidad Católica de Lovaina (Bélgica) donde concluyó la carrera de economía (1973) y donde posteriormente cursó una maestría en econometría (1975). Fue durante su estancia en Lovaina cuando hizo contacto con un grupo de jóvenes estudiantes bolivianos de izquierda exiliados de la dictadura de Hugo Banzer, entre otros Guillermo Capobianco. Como resultado de esos contactos, Saavedra se acercó al Movimiento de Izquierda Revolucionaria, partido en el que posteriormente militaría durante dieciséis años hasta que en 2003 abandona la política. 
En 1975 regresó a la ciudad de Santa Cruz y tras un periodo laboral en la Corporación de Desarrollo de Santa Cruz (Cordecruz), pasa a dedicarse a la vida empresarial, fundando numerosas empresas y emprendimientos empresariales, actividad que se mantiene hasta la actualidad.
A partir de 1989 comienza a ocupar cargos políticos, primero a nivel local dentro del Movimiento de Izquierda Revolucionaria (MIR), partido del que sería secretario ejecutivo departamental y candidato a la alcaldía de Santa Cruz de la Sierra (1987). En el periodo 1987-1989
fue Presidente de Concejo Municipal de la ciudad de Santa Cruz. Posteriormente da el salto a la política nacional, siendo ministro en cuatro ocasiones: Interior y Justicia (1991-1993), Comercio Exterior y Turismo (1999-2000), Desarrollo Económico (2000-2002) y Relaciones Exteriores y Culto (2002-2003). Además, fue secretario ejecutivo nacional del MIR y candidato a vicepresidente del gobierno en las elecciones del 2002 junto a Jaime Paz Zamora.
Tras el levantamiento popular de octubre de 2003, conocido como "octubre negro", Carlos Saavedra decide abandonar definitivamente la política, pero no Bolivia ni su ciudad Santa Cruz de la Sierra, donde continúa residiendo hasta la actualidad dedicándose a la actividad empresarial.
Además del español, su lengua materna, Carlos Saavedra Bruno habla con fluidez portugués, francés, inglés e italiano.

## Actividad empresarial
Tras terminar su formación en economía, el año 1975 regresó a su ciudad natal y comenzó a trabajar en la Corporación de Desarrollo de Santa Cruz (Cordecruz) como responsable económico del parque industrial; posteriormente fue nombrado gerente de financiamiento externo de la Corporación, siendo durante esa gestión que se logra el financiamiento para instalar una planta de hilados de algodón en la ciudad de Santa Cruz de la Sierray Carlos Saavedra es designado por el presidente de Cordecruz, Ing. Percy Fernández a firmar el contrato de préstamo, cuya construcción y puesta en marcha fue adjudicada a la empresa británica Platt Saco Lowell.
En 1980 deja el sector público y comienza su trayectoria en el sector privado, participando en la creación de la Asociación de Consultores Ltda., empresa encargada de realizar estudios de factibilidad en áreas como la agricultura, la agropecuaria, la construcción de hospitales, etc. Además incursiona en la actividad empresarial, adquiriendo diversas empresas en diversos sectores industriales y agropecuarios. 
Tras dejar definitivamente la política en octubre de 2003, en enero de 2004 retoma la actividad privada y crea la empresa INVX S.A. junto a su hijo Roberto Saavedra Rengifo para dedicarse al desarrollo de proyectos empresariales de gran envergadura. En este sentido, promueven, entre otros proyectos, la creación, con capital de la Shanghai Pengxin Group, de la empresa NOVAGRO S.A., una empresa de producción de soja, maíz, sorgo y girasol de 12.000 hectáreas; la empresa agrícola bajo riego PRINA (Proyecto de Innovación Agrícola), considerada una de las empresas agropecuarias más modernas del departamento; o la Empresa Hotelera ICON S.A encargada del desarrollo del hotel Marriott en la ciudad boliviana de Santa Cruz de la Sierra.
Paralelamente, Saavedra se ha desempeñado como conferenciante sobre temas de economía y política en diversos países de América Latina y los EE. UU. y como consultor internacional para organizaciones como las NN.UU. o la Corporación Andina de Fomento (CAF).

## Vida política
Hombre de izquierda e interesado por la política, ya siendo un estudiante en la Universidad Católica de Lovaina tuvo los primeros acercamientos con jóvenes militantes del Movimiento de Izquierda Revolucionaria (MIR)  que derivan en su acercamiento al partido. En 1987 recibe la invitación para ser candidato a la alcaldía de Santa Cruz por ese mismo partido, logrando salir en segunda posición con un 25% de los votos  y es nombrado presidente del Concejo Municipal cruceño entre 1988 y 1990. A partir de 1990 es nombrado secretario ejecutivo del Movimiento de Izquierda Revolucionaria-Santa Cruz.
El año 1991 es invitado por el presidente Jaime Paz Zamora, en el contexto del gobierno de coalición entre el Movimiento de Izquierda Revolucionaria (MIR) y Acción Democrática Nacionalista, para ser ministro del Interior, Justicia, Migraciones y Defensa Social,  un cargo muy complejo en un país históricamente marcado por la inestabilidad política y los conflictos sociales, cargo que ejerce hasta la conclusión de la gestión gubernamental en 1993. Los logros de esta gestión son, entre otros, el desmantelamiento del Ejército Guerrillero Tupac Katari, la lucha contra el narcotráfico y en particular el “decreto del arrepentimiento”, que logró que varios narcotraficantes se entregaran pacíficamente a la justicia; o la captura de los asesinos de Noel Kempff Mercado, un prestigioso naturalista boliviano. En diciembre del año 1991 el canal de televisión PAT (Periodistas Asociados de Televisión), el periódico Última Hora y la Radio Fides-Bolivia, propiedad de los jesuitas, lo declaran Hombre del año.
Tras dejar el ministerio, Carlos Saavedra realizó una estancia de un año en la universidad estadounidense de Georgetown cursando diversos postgrados de marketing político y economía política y a su regreso es nombrado Secretario Ejecutivo del Movimiento de Izquierda Revolucionaria. Mientras ocupa ese cargo estalla el escándalo de los “narcovínculos”: la denuncia judicial de que varios de los principales dirigentes del MIR (en concreto Oscar Eid y Jaime Paz Zamora) mantuvieron entre 1986 y 1987 contactos con narcotraficantes bolivianos. Saavedra no es acusado ni imputado por esta cuestión, pero en su condición de secretario Ejecutivo del MIR y en un contexto de lucha contra el narcotráfico y de fuerte intervención de la embajada de EE. UU. en la política interna boliviana, el gobierno norteamericano decide en 1995 quitarle la visa para viajar a los Estados Unidos, que, en las circunstancias de aquella época era casi un veto implícito a la participación política. El gobierno estadounidense le devuelve la visa dos años después.
El año 2000 y dentro de otro gobierno de coalición entre el MIR y Acción Democrática Nacionalista con Hugo Banzer Suárez como presidente, Carlos Saavedra es nombrado ministro de Comercio Exterior y Turismo. En un ambiente de buena coyuntura económica, decide dar facilidades a la exportación y eliminar barreras y durante su gestión se baten récords en el comercio exterior, doblándose casi los resultados del año anterior.  Tras una reforma del gabinete de ministros, a finales del año 2000 cambia de ministerio y es nombrado titular de la cartera de Desarrollo Económico, gestión en la que se diseña la política energética boliviana para los siguientes diez años, creando el marco para la creación de nuevos gaseoducto para Brasil y Argentina. También destaca la construcción de varias carreteras para vincular a un país con un tradicional problema de comunicaciones y así, entre los años 2000 y 2002 se concluyeron casi dos mil kilómetros de carreteras en la red vial fundamental de Bolivia y más de siete mil en la red vial departamental. Saavedra Bruno se mantiene en ese ministerio hasta la renuncia del presidente Hugo Banzer por motivos de salud y la llegada a la presidencia de su sucesor Tuto Quiroga a finales del año 2001. 
A finales de ese mismo año 2001, el Movimiento de Izquierda Revolucionaria eligió a Carlos Saavedra como acompañante de fórmula de Jaime Paz Zamora para las Elecciones generales de Bolivia de 2002. En esas elecciones el MIR quedó en cuarta posición con un 16,32%, aunque en los departamentos del oriente de Bolivia, de los que se encargaba Carlos Saavedra dentro de la estrategia de campaña , el MIR logró resultados históricos por encima del 25% de los votos.
Dada la ausencia de ningún ganador con mayoría absoluta, fue necesaria la construcción de una nueva coalición de gobierno y Carlos Saavedra encabezó junto a Oscar Eid Franco y Samuel Doria Medina las negociaciones por parte de su partido, negociaciones que concluyeron con la llegada al gobierno del presidente Gonzalo Sánchez de Lozada encabezando una coalición entre el Movimiento Nacionalista Revolucionario, Nueva fuerza Republicana y el Movimiento de Izquierda Revolucionaria.
El 6 de agosto de 2002, Carlos Saavedra fue nombrado Ministro de Relaciones Exteriores y Culto -Canciller de la República- del nuevo gobierno, lo que lo convertía en la segunda autoridad del gabinete de ministros, solo por detrás del presidente. Durante esa gestión se negociaron avances en la salida al mar de Bolivia por territorio chileno, esfuerzos que se vieron interrumpidos tras el levantamiento popular de 2003.
El gobierno de Sánchez de Lozada estuvo marcado por una permanente conflictividad social que en parte ya venía desde gobiernos previos, a lo que había que sumar la inestabilidad en la propia coalición de gobierno.  La inestabilidad externa e interna dio lugar a una grave crisis institucional que desembocó en octubre de 2003 en una insurrección popular, un severo enfrentamiento entre fuerzas del orden y manifestantes, una fuerte represión y, a la postre, a la pérdida de una gran cantidad de vidas humanas. Esta crisis, conocida en Bolivia como “octubre negro” terminó con la renuncia en octubre de 2003 del presidente Gonzalo Sánchez de Lozada y su huida en avión a los Estados Unidos.
Tras la crisis se imputó de delitos penales muy graves -que incluían el genocidio- al expresidente Sánchez de Lozada y a buena parte de los ministros, pero Carlos Saavedra, que se encontraba en un viaje oficial fuera del país cuando se inició el levantamiento popular,  ocupando el cargo de Ministro de Relaciones Exteriores que de acuerdo a la Ley del Poder Ejecutivo , se encargo de los temas externos del Pais , no enfrentó ninguna acusación aunque sí tuvo que declarar ante el fiscal general de la república. Nunca fue acusado 
Tras dejar el gobierno, Saavedra manifestó públicamente que dejaba para siempre la política para dedicarse de manera exclusiva a la actividad empresarial y desde ese momento no ha participado en ningún tipo de actividad política, salvo puntuales manifestaciones públicas en temas de interés general, como, por ejemplo y junto a otros ex cancilleres, el apoyo a la reivindicación marítima boliviana.

## Gestión cultural
Carlos Saavedra ha tenido una amplia trayectoria en la vida cultural de su ciudad y ha sido, entre otras cosas, cofundador en 1999 del Festival Iberoamericano de Cine de Santa Cruz de la Sierra, del que fue su primer presidente. Fue también miembro del directorio de la Fundación Cinemateca Boliviana.

## Vida personal
Carlos Saavedra Bruno es el hermano mayor de una familia de tres hermanos: Alfonso, ya fallecido, y Tania. Ha contraído matrimonio tres veces, la primera ocasión con Ana Esther Rengifo Nuñez (1970 a 1983), posteriormente con Patricia Cronenbold Melgar (1989 a 1995) y por último con Pía Melgar Aguilera (1997 a 2004). Tiene dos hijos de su primer matrimonio, Esther (1970) y Roberto Saavedra Rengifo (1975) y una hija del segundo matrimonio: Katia Saavedra Cronenbold (1991). Tiene cuatro nietos.
Desde el año 2010 posee la doble nacionalidad boliviana e italiana.

## Publicaciones y Documentos
- (2011) Hacia el fin de la unilateralidad. Un ensayo sobre la reivindicación marítima desde la “no-diplomacia. La Paz: Diremar

- (2005) Guía de gobiernos prefecturales. La Paz: CAF: 154 págs.

- (2005) Guía de gobiernos prefecturales. La Paz: CAF: 154 págs.

- (2004) “Presentación” en Iraegi, A. Diccionario básico de Relaciones Internacionales. La Paz: CCCI: 4.

- (2003) Desarrollo de las alternativas de un nuevo modelo de organización económica territorial para la República de Bolivia. La Paz: CAF: 165 págs.

- (2003) "El futuro de la Comunidad Andina: hacia una integración verdadera" Revista de la Academia Diplomática, Ministerio de Relaciones Exteriores de Ecuador. no. 3: 27-37.

- (2000) Bolivia ¿Un país turístico del s. XXI? La Paz: Hisbol.